# André Villas-Boas
Luís André de Pina Cabral e Villas-Boas (Porto, 17 oktober 1977) is een Portugees voormalig voetbaltrainer en huidig voorzitter van FC Porto. Het hoogtepunt in zijn carrière tot dusver is het winnen van vier trofeeën met de club uit Porto in het seizoen 2010/11. Naast het (ongeslagen) winnen van de competitie, de beker en supercup van Portugal werd hij de jongste coach ooit die een Europese titel wist te winnen, de UEFA Europa League.
Villas-Boas was nooit professioneel voetballer, maar is middels een brief aan trainer Bobby Robson het trainersvak in gerold. 

## Biografie
Geboren in Porto als tweede kind van Luís Felipe Manuel Henrique do Vale Peixoto de Sousa e Villas-Boas en Teresa Maria de Pina Cabral e Silva, raakte Villas-Boas al op jonge leeftijd geïnteresseerd in de coachende en tactische aspecten van voetbal en leerde hij vloeiend Engels spreken door zijn grootmoeder die in Stockport woonde.
Toen in 1994 Bobby Robson trainer werd van FC Porto en toevallig in hetzelfde appartementengebouw kwam te wonen als de familie Villas-Boas, besloot Villas-Boas een brief naar de trainer te sturen. Hierin stelde de toen 16-jarige de vraag waarom hij Domingos Paciencia niet meer opstelde in het basiselftal van het team. Tevens voegde hij hier een tactisch plan bij waarin Paciencia makkelijk zou  meedraaien in het elftal en dus weer opgesteld zou kunnen worden. Robson raakte dusdanig onder de indruk dat hij contact zocht met Villas-Boas en voor hem een baan regelde op de observatieafdeling van FC Porto.
Hier bleef het niet bij, op woord van Robson werd Villas-Boas toegelaten bij de cursus Coach Betaald Voetbal van de FA. In de cursus zou hij een UEFA C coaching licentie kunnen behalen in Schotland. Daarnaast zorgde Robson ervoor dat Villas-Boas de trainingsmethoden van Ipswich Town FC mocht bestuderen. Al snel behaalde hij ook de B-, A- en UEFA Pro Licentie onder de voogdij van manager Jim Fleeting.

## Trainerscarrière

### Bondscoach en assistent onder Mourinho
Zijn eerste baan als hoofdcoach was er een van korte duur: in 2000 trad hij  op 21-jarige leeftijd voor twee wedstrijden aan als bondscoach van de Britse Maagdeneilanden, waarna hij zijn landgenoot Jose Mourinho als assistent-coach zou bijstaan bij FC Porto. In dit jaar behaalden ze samen het landskampioenschap, de nationale beker, de nationale supercup en de UEFA Cup. Een jaar later, in 2004, won het duo met FC Porto de UEFA Champions League. De samenwerking bleek voor herhaling vatbaar want Villas-Boas werd ook de rechterhand op de bank van Mourinho bij het Britse Chelsea FC, waar twee landstitels en de FA Cup gewonnen werden, en het Italiaanse FC Internazionale Milano waar ook verscheidende successen gevierd konden worden.

### Académica Coimbra
Aan het begin van het seizoen 2009/10 verliet Villas-Boas het team van Mourinho om zijn eigen trainerscarrière op te kunnen bouwen. Al snel vond hij een werkgever in het Portugese Académica Coimbra, dat uitkwam op het hoogst niveau: de Primeira Liga. De club zocht een nieuwe trainer na het ontslag van Rogério Gonçalves in oktober 2009. Op moment van aantreden stond de club onderaan in de competitie zonder maar een enkel duel gewonnen te hebben. Na het wijzigen van de tactiek en het introduceren van een nieuwe stijl van voetballen steeg de club naar een veilige 11e plaats met tien punten afstand van de degradatiezone. Daarnaast wist de club de halve finale van de Taça da Liga te bereiken, die verloren ging door een laat doelpunt in Estádio do Dragão tegen FC Porto. De invloed die Villas-Boas op Academica had viel direct op, niet alleen door de goede resultaten (11 wedstrijden van de 30 gewonnen), maar ook door het aantrekkelijke voetbal dat de club speelde. Dit deden de speculaties groeien dat Villas-Boas in de zomer van 2010 de overstap zou maken naar Sporting Lissabon of FC Porto.

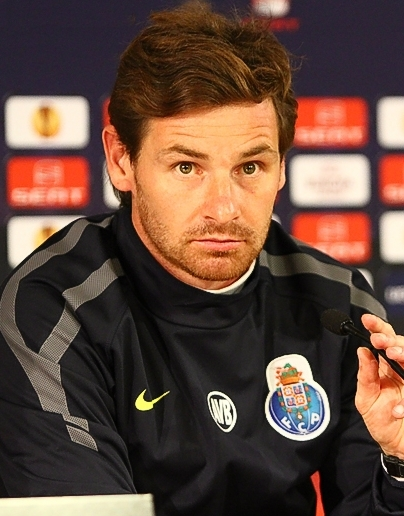
Villas-Boas als coach van FC Porto in 2010

### FC Porto
Op 2 juni 2010 tekende Villas-Boas een contract bij FC Porto, waar hij als opvolger van Jesualdo Ferreira werd gepresenteerd als hoofdtrainer van de club. Hij tekende een contract voor twee jaar, en stelde Vítor Pereira en Pedro Emanuel aan als zijn assistenten.
Twee maanden na zijn aanstelling won hij zijn eerste prijs als hoofdcoach door Benfica met 2-0 te verslaan in de finale van de Supertaça Cândido de Oliveira. In de competitie wist Villas-Boas met verfrissend spel indruk te maken en in een vroeg stadium al een riante voorsprong op te bouwen op achtervolger Benfica. Voor Villas-Boas resulteerde dit in een contractverlenging in december tot de zomer van 2013. Uiteindelijk werd hij ongeslagen kampioen van de Primeira Liga, wat slechts eenmaal eerder was voorgekomen in de historie van het Portugese voetbal. Aan het einde van het seizoen had Porto meer dan 20 punten voorsprong op haar directe achtervolger, en had het slechts 13 tegendoelpunten hoeven incasseren. Als coach werd Villas-Boas omschreven als een trainer die uitgaat van aanvallend en attractief voetbal en in grote mate aandacht voor details heeft.
In Europees verband deed Villas-Boas met zijn Porto mee aan de UEFA Europa League, waar het was ingedeeld in een poule met Beşiktaş JK, CSKA Sofia en Rapid Wien. In de zes groepswedstrijden wist Porto vijfmaal te winnen en speelde het eenmaal gelijk, waardoor de club vrij overtuigend doorstroomde naar de laatste 32. Tegen het Spaanse Sevilla FC werd thuis met 1-0 verloren, maar door in de uitwedstrijd met 1-2 te winnen wist de club op basis van het aantal uitdoelpunten zich te plaatsen voor de volgende ronde. Zowel in de achtste- als kwartfinale trof Villas-Boas een Russische club: eerst werd CSKA Moskou over twee wedstrijden met 3-1 verslagen, waarna Spartak Moskou overklast werd met eerst 5-1 en vervolgens 5-2. Met dezelfde overtuiging werd het Spaanse Villarreal CF in de halve finale verslagen: 7-4 over twee wedstrijden. Villas-Boas bereikte zodoende met Porto de finale van de Europa League en won daarin op 18 mei 2011, als torenhoog favoriet, met 1-0 van landgenoot SC Braga. Voor Porto was dit de tweede UEFA Cup-winst ooit, nadat Villas-Boas hem eerder als assistent-coach onder Mourinho had gewonnen. Met een leeftijd van 33 jaar en 213 dagen werd hij de jongste coach ooit die een Europese finale wist te winnen, en de op twee na jongste coach die kampioen van Portugal wist te worden.
Op 22 mei wist Villas-Boas, na de Supercup, Competitie en de Europa League, ook de Portugese voetbalbeker te winnen en zijn vierde prijs te pakken. De finale tegen Vitória SC werd met 6-2 gewonnen.
De indrukwekkende prestaties van Villas-Boas bleven niet onopgemerkt onder de Europese topclubs. Diverse media hadden gemeld dat hij de overstap zou maken naar Chelsea, hoewel FC Porto op 20 juni meldde dat er nog niet onderhandeld was en in het contract van Villas-Boas een ontsnappingsclausule van €15 miljoen was opgenomen. Op 21 juni 2011 diende Villas-Boas per fax zijn ontslag in als manager van Porto, waarna hij een dag later op 22 juni werd gepresenteerd als de nieuwe coach van Chelsea.

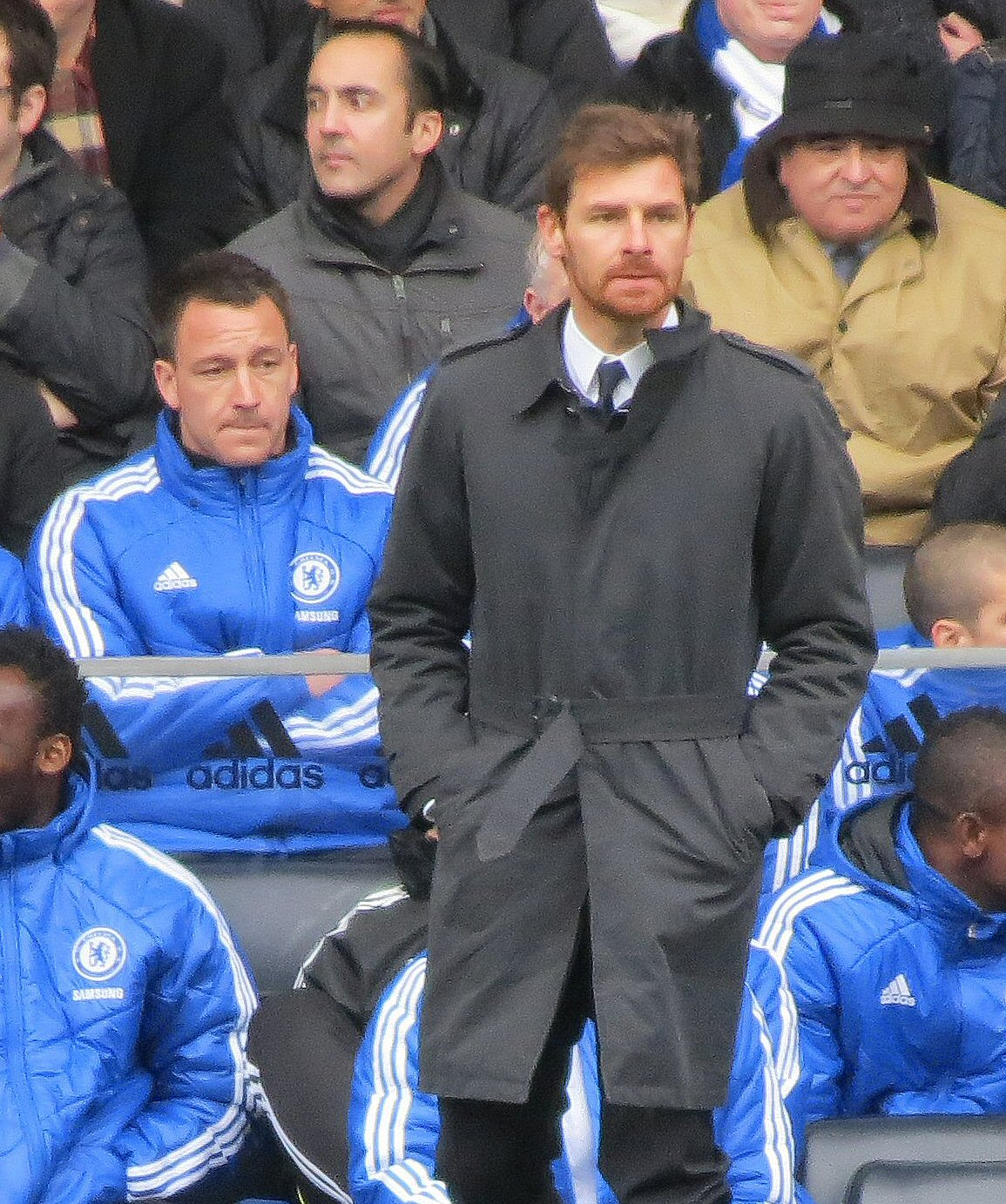
Villas-Boas als coach van Chelsea in 2012

### Chelsea
Op 22 juni 2011 bevestigde Chelsea Villas-Boas met onmiddellijke ingang, voor drie jaar, vast te hebben gelegd als trainer. De club maakte een bedrag van €15 miljoen over naar FC Porto om de clausule in zijn contract te kunnen ontbinden, het hoogste bedrag dat ooit voor een trainer was betaald.
Op 30 juli 2011 won Villas-Boas in de voorbereiding van het seizoen 2011/12 zijn eerste prijs met de club, door Aston Villa in de finale van de Premier League Asia Trophy met 2-0 te verslaan. Hij kende een goede voorbereiding waarin alle duels gewonnen werden en slechts één tegendoelpunt geïncasseerd werd. 
Op 14 augustus debuteerde Villas-Boas als coach in de Premier League tegen Stoke City (0-0). Zijn eerste duel won hij in de tweede speelronde toen er met 2-1 van West Bromwich Albion gewonnen werd. Na een thuiszege tegen Norwich City volgde op 18 september een 3-1 uitnederlaag tegen Manchester United op Old Trafford, wat de eerste verliespartij van Villas-Boas in 39 competitiewedstrijden was. Ook een tweede derby tegen Arsenal werd verloren (5-3), waarna ook een 1-0 nederlaag tegen Queens Park Rangers volgde. Drie weken later werd er in een week tijd tweemaal verloren van Liverpool, eerst in de competitie (2-1) en een paar dagen later in de strijd om de League Cup.
Op 11 februari 2012 begon de druk op Villas-Boas toe te nemen nadat Chelsea uit de top vier van de Premier League zakte. Om de negatieve spiraal te doorbreken annuleerde Villas-Boas de vrije dag van zijn spelers om samen met eigenaar Roman Abramovich en enkele ervaren spelers de tactiek van de ploeg te bespreken. Op 21 februari 2012 tijdens een Champions Leaguewedstrijd tegen Napoli liet hij ervaren krachten Frank Lampard, Michael Essien en Ashley Cole op de bank. Het duel ging met 3-1 verloren waarna Villas-Boas zich opnieuw diende te verantwoorden tegenover de technisch directeur. Na de 1-0 thuisnederlaag op 4 maart 2012 tegen Arsenal werd Villas-Boas na een dienstverband van 9 maanden uit zijn functie gezet. Assistent trainer Roberto Di Matteo maakte als interim-coach het seizoen af.

### Tottenham Hotspur
De coach bleef echter werkzaam in de Premier League door op 3 juli 2012 een driejarig contract te tekenen bij het Engelse Tottenham Hotspur als opvolger van coach Harry Redknapp. Anderhalf jaar later, op 16 december 2013, werd Villas Boas ontslagen als coach van Tottenham Hotspur nadat zijn ploeg de dag ervoor op eigen veld met 5-0 had verloren van Liverpool.

### Zenit Sint-Petersburg

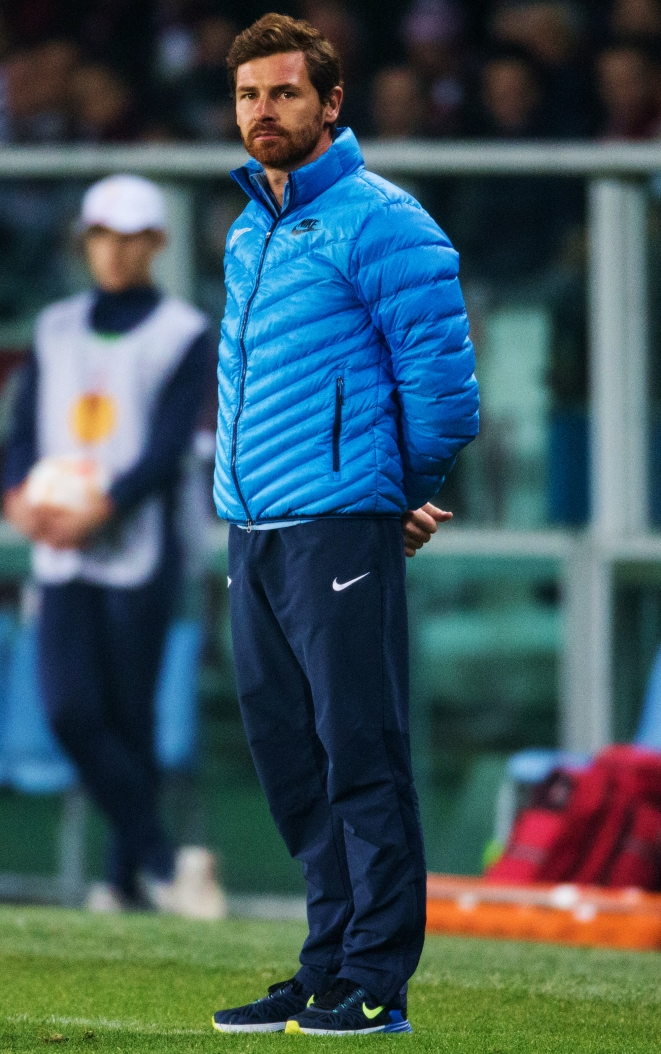
Villas-Boas als coach van Zenit in 2015

Op 18 maart 2014 werd bekendgemaakt dat hij de overstap zou maken naar Zenit Sint-Petersburg. Hier volgde hij de ontslagen manager Luciano Spalletti op. Hij tekende een contract voor twee jaar.  

In april 2014 werd hij de eerste coach in de geschiedenis van de Russische Premjer-Liga die 6 wedstrijden op een rij wist te winnen. Op 3 mei verloor Zenit voor het eerst punten onder Villas-Boas in het 1-1 gelijkspel tegen Lokomotiv Moskou, waarna een week later verloren werd van Dynamo Moskou. Hierdoor verloor de ploeg de puntenvoorsprong op CSKA Moskou in de race om het landskampioenschap. Op de laatste speeldag van de competitie won Zenit weliswaar met 4-1 van Kuban Krasnodar, maar kwam het een punt tekort voor de titel. Met een tweede plek in de competitie wist de ploeg zich wel te kwalificeren voor de derde voorronde van de Champions League.
In het seizoen 2014/15 kwalificeerde Zenit zich voor het hoofdtoernooi van de Champions League door in de voorrondes achtereenvolgens AEL Limassol en Standard Luik te verslaan. In een poule met AS Monaco, Bayer Leverkusen en Benfica wist Villas-Boas met de club op de derde plek te eindigen, wat betekende dat de Europese campagne voortgezet zou worden in de Europa League. Bij de loting werd Zenit gekoppeld aan PSV en wist het over twee wedstrijden met 4-0 te winnen. Nadat de club in de achtste finale Torino wist te verslaan, verloor het in de kwartfinale van het toernooi over twee wedstrijden met 4-3 van Sevilla. In de competitie deed Villas-Boas betere zaken en wist met Zenit twee wedstrijden voor het einde kampioen te worden. Voor de club betekende dit het vijfde landskampioenschap en het eerste sinds het seizoen 2011/12. Een 1-1 gelijkspel tegen Ufa bleek voldoende om de titel te winnen. Aan het einde van het seizoen stapte hij op.

### Shanghai SIPG
Na enkele maanden werkloos thuis te hebben gezeten, tekende Villas-Boas begin november 2016 een contract bij Shanghai SIPG. Hier nam hij in november 2017 ontslag om in januari mee te kunnen doen aan de Dakar-rally.
Op 10 januari 2018 crasht hij tijdens de 4e etappe waar hij Een sprong maakte met de wagen maar dat ging verkeerd.
Daarna is hij direct naar het ziekenhuis met rugblessure gebracht.

### Olympique Marseille
Op 28 mei 2019 bevestigde Olympique Marseille Villas-Boas met onmiddellijke ingang, voor twee jaar, vast te hebben gelegd als trainer. Villas-Boas werd in februari 2021 ontslagen door Olympique Marseille. De 43-jarige trainer had zelf om een vertrek gevraagd, omdat de Franse club zonder zijn medeweten een speler had vastgelegd.

### FC Porto
Na zijn vertrek uit Marseille besloot Villas-Boas zijn loopbaan als trainer te beëindigen. In 2022 onthulde hij dat hij zijn manager-carrière had opgegeven om zich te concentreren op zijn kandidatuur voor het voorzitterschap van Porto.
Tijdens de verkiezingen op 27 april 2024 versloeg hij de zittende president, Jorge Nuno Pinto da Costa, die 42 jaar onafgebroken aan het roer had gestaan. Villas-Boas ontving het grootste aantal stemmen in de clubverkiezingen in het Estádio do Dragão, met 21.489 van de 26.876 uitgebrachte stemmen, vergeleken met 5.224 stemmen voor Pinto da Costa en 53 voor Nuno Lobo. Met deze overwinning werd hij de 32ste president van Porto.

## Erelijst
| FC Porto                            |    |                  |
| UEFA Europa League                  | 1x | 2010/11          |
| Primeira Liga                       | 1x | 2010/11          |
| Taça de Portugal                    | 1x | 2010/11          |
| Supertaça Cândido de Oliveira       | 1x | 2010             |
| Zenit Sint-Petersburg               |    |                  |
| Premjer-Liga                        | 1x | 2014/15          |
| Russische supercup                  | 1x | 2015             |
| Beker van Rusland                   | 1x | 2015/16          |
| Individueel                         |    |                  |
| Beste nieuwe coach Primeira Liga    | 1x | 2009/10          |
| Beste coach Primeira Liga           | 1x | 2010/11          |
| Premier League Manager van de maand | 2x | 12-2012, 02-2013 |